# شهرستان اووینسکی
شهرستان اووینسکی (به لاتین: Uvinsky District) یک شهرستان در روسیه است که در اودمورتیا واقع شده‌است.